# Siegel-Cooper Company

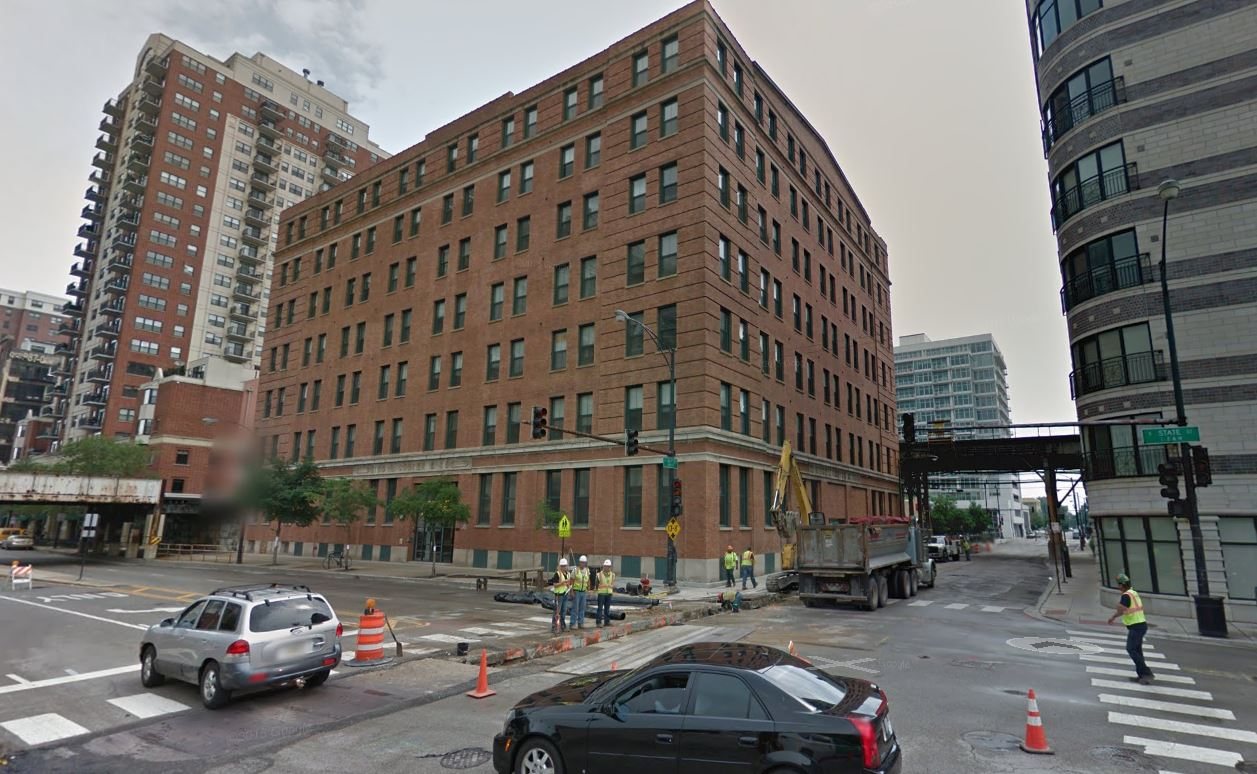
Siegel-Cooper Warehouse, gelegen in de wijk South Loop van Chicago op 16th and State St.

De Siegel-Cooper Company was een warenhuis dat in 1887 in Chicago werd geopend en in 1896 uitbreidde naar de stad New York. Bij de opening van de vestiging in New York was dit de grootste winkel ter wereld.

## Geschiedenis
Siegel-Cooper begon als een discountwarenhuis op State Street in the Loop. Het werd opgericht door Henry Siegel, Frank H. Cooper en Isaac Keim in 1887. Vier jaar later verhuisde de winkel naar het acht verdiepingen tellende Second Leiter Building in State Street en Van Buren Street, ontworpen door William Le Baron Jenney, waar het bleef tot 1930. In 1914-15 vond een reorganisatie plaats in Associated Dry Goods Corp., maar de naam Siegel-Cooper in Chicago bleef behouden. Het gebouw huisvestte vervolgens van 1931 tot 1986 warenhuis Sears, Roebuck & Company. 
In september 1896 opende het bedrijf een winkel in New York,  in het Ladies' Mile Shopping District, in de buurt van de andere grote warenhuizen. Hun stalen gebouw, het eerste warenhuis in New York dat zo werd gebouwd, was destijds de grootste winkel ter wereld in Beaux-Arts-stijl. Het was ontworpen door DeLemos &amp; Cordes, die later het warenhuis R.H. Macy's aan Herald Square ontwierp. De zes verdiepingen tellende Siegel-Cooper-winkel bevond zich op 616-632 Sixth Avenue tussen West 18th en 19th Street en werd gebouwd tussen 1895 en 1897 en werd vervolgens uitgebreid in 1899.
De constructie met stalen frame van de "Big Store", zoals het destijds werd genoemd, maakte het mogelijk om grote binnenruimten te hebben met ononderbroken verkoopvloeren en maakte daktuinen mogelijk. Siegel-Cooper profiteerde ten volle van de nieuwigheid – voor New York – van stalen kozijnen door het gebouw te adverteren als "the only and absolutely fire-proof and perfectly safe store in New York City." 
De winkel bood een breed assortiment aan op ruim 72.000 m². Daarnaasy waren er veel andere voorzieningen zoals een kruideniersafdeling, kapperszaak, theater, telegraafkantoor, kunstgalerie, fotostudio, bank, tandartspraktijk, een restaurant voor 350 personen en een serre waarin planten werden verkocht. Op de begane grond stond een kopie van het standbeeld The Republic  van Daniel Chester French in een met marmer omsloten fontein. Dit was een populaire ontmoetingsplaats, die aanleiding gaf tot de uitdrukking "Ontmoet me bij de fontein", die de winkel als slogan gebruikte,   samen met "Een stad op zich" en "Alles onder de zon". 
Op het hoogtepunt had de winkel meer dan 3.000 mensen in dienst, voornamelijk meisjes en vrouwen en bood het zijn werknemers een ziekenboeg, een salon en een gymnasium. Het bedrijf bracht ook een krant uit voor zijn werknemers, genaamd Thought and Work.
In 1905 opende The Henry Siegel Company een grote winkel in Boston, op 600 Washington Street. De winkel in Boston werd in 1915 omgebouwd tot een kantoorgebouw en een bioscoop. De lichtbaan aan Washington Street werd in de jaren zeventig gedempt en het theater sloot in de jaren negentig. Het gebouw werd in 2004 verder aangepast om een nieuwe ingang te creëren voor het MBTA Orange Line Chinatown-station. Het gebouw is nu de thuisbasis van kantoren van het Commonwealth of Massachusetts en kleinere winkels. Het lot van het in onbruik geraakte theater is onbeslist. 
In 1902 verkocht Henry Siegel het bedrijf aan een van zijn belangrijkste aandeelhouders, kapitein Joseph B. Greenhut en zijn zoon Benedict J. Greenhut, die de winkel fuseerden met B. Altman aan de overkant van de straat in New York. Hiermee werd een mega-winkel gecreëerd die uiteindelijk niet succesvol was. In 1913-1914 was J.P. Morgan betrokken bij het samenvoegen van het bedrijf met andere winkeliers als de Associated Dry Goods Corp. Siegel-Cooper werd in 1915 failliet verklaard en de winkel in New York sloot in 1917. Tijdens de Eerste Wereldoorlog werd het een militair hospitaal  en vervolgens een magazijn.
De winkel in Chicago sloot rond 1930 en het gebouw werd in 1931 overgenomen door Sears, Roebuck als hun vlaggenschipwinkel. In de 21e eeuw werd het de Chicago-campus van de Robert Morris University Illinois.

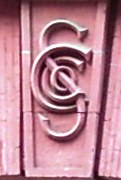
Het Siegel-Cooper-monogram uit een voormalig pakhuis aan 17th Street